# Indian Institute of Technology

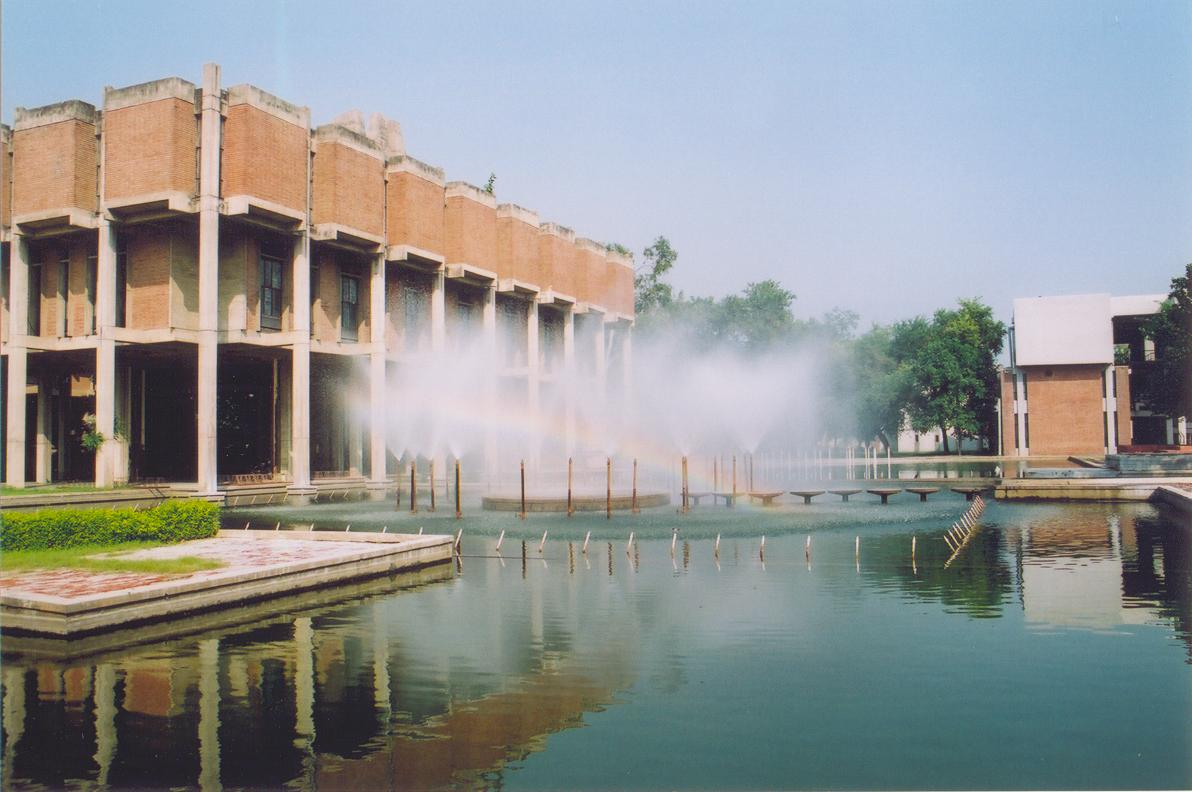
Biblioteket vid IIT i Kanpur

Indian Institute of Technology ("Indiens tekniska högskola" (IIT)) är Indiens mest välrenommerade tekniska högskola med campus på många orter runt om i Indien. Intagningsprovet till IIT heter JEE (Joint Entrance Exam). Cirka 600 000 studenter per år söker till IIT, varav 5 500 antas. Många av de i utlandet efterfrågade indiska datorexperterna och företagsledare har fått sin utbildning vid IIT.

## Campus
- Bombay (Mumbai)
- Kanpur
- Delhi
- Kharagpur
- Chennai (Madras)
- Roorkee
- Guwahati